# Aeroporto di Yanbu-Principe Abd al-Muhsin bin Abd al-Aziz
L'Aeroporto di Yanbuʿ-Principe Abd al-Muhsin bin Abd al-Aziz (in arabo مطار الأمير عبد المحسن بن عبد العزيز الإقليمي أو مطار ينبع الإقليمي‎?) (IATA: YNB, ICAO: OEYN), noto con il nome commerciale di Prince Abdul Mohsin bin Abdul Aziz Airport, è un aeroporto definito come nazionale dalle autorità dell'aviazione civile saudite e situato sul Mar Rosso nella provincia di Medina, a circa 8 km dal centro di Yanbuʿ, in Arabia Saudita. La struttura è intitolata a Abd al-Muhsin bin Abd al-Aziz Al Sa'ud (1925-1985), principe e governatore della provincia della Mecca.
L'aeroporto di Yanbuʿ è dotato di una pista di asfalto lunga 3 212 m e larga 45 m, l'altitudine è di 8 m, l'orientamento della pista è RWY 10-28 ed è aperto al traffico commerciale dall'alba al tramonto.